# Kvadratur
|  | For andre betydninger af ordet Kvadrat, se Kvadrat (flertydig). |
Kvadratur (lat. quadrātūra "at gøre noget firkantet") kaldes den proces, hvorved en geometrisk figur eller flade omdannes til et kvadrat med samme areal. Oftest anvendt i sammenhængen cirklens kvadratur – et udtryk, der tillige bruges om en opgave, der anses for umulig at løse.
| Dodekaeder | Spire Denne artikel om geometri er en spire som bør udbygges. Du er velkommen til at hjælpe Wikipedia ved at udvide den. |